# COVID-19 в Молдове
Пандемия COVID-19 достигла Молдавии 7 марта 2020 года. Женщина, вернувшаяся из Италии, получила положительный результат на новый коронавирус. Поскольку число зараженных людей начало расти, 17 марта парламент объявил чрезвычайное положение на всей территории Молдавии на период 60 дней (17 марта — 15 мая 2020 года). 18 марта была зарегистрирована первая смерть от COVID-19. 23 марта общее количество подтвержденных случаев превысило 100, а 7 апреля это число превысило 1000 случаев. К 10 апреля случаи были подтверждены во всех регионах страны, включая приднестровский регион. 27 апреля общее число смертей превысило 100. К 8 мая 2020 года в Молдавии было зарегистрировано 4728 подтверждённых случаев заболевания, из которых 1826 выздоровели и 152 умерли.

## Общие сведения
12 января 2020 года Всемирная организация здравоохранения (ВОЗ) подтвердила, что новый коронавирус стал причиной респираторного заболевания в группе людей в городе Ухань (провинция Хубэй, Китай), о котором ВОЗ узнала 31 декабря 2019 года.
Летальность от COVID-19 намного ниже, чем у SARS, пандемия которого произошла в 2003 году, однако заразность нового заболевания намного выше, что приводит к повышенной смертности.

## Хронология

### До 24 февраля 2020 года
- 23 января 2020 г.: в контексте профилактики и раннего выявления 2019-nCoV, руководство Министерства здравоохранения, труда и социальной защиты и представители Национального агентства общественного здравоохранения и Национального центра скорой медицинской помощи встретились с Чрезвычайным и Полномочным Послом Китайской Народной Республики в Молдавии г-ном Чжаном Инхуном. В ходе встречи обсуждались меры предосторожности и меры, связанные с распространением вируса. Посол продемонстрировал открытость в предоставлении всей необходимой информационной поддержки Молдавии в отношении эволюции нового распространения коронавируса и шагов, предпринятых властями Китая[9].
- 27 января 2020 г.: министр здравоохранения, труда и социальной защиты г-жа Виорика Думбровяну созвала расширенное заседание Комиссии по чрезвычайным ситуациям в области общественного здравоохранения Министерства здравоохранения, труда и социальной защиты. На этой встрече также присутствовали представители Министерства иностранных дел и европейской интеграции, Министерства внутренних дел, Министерства финансов, Главной инспекции пограничной полиции, Таможенной службы, Национальной страховой компании в области медицины, Национальной безопасности пищевых продуктов и Национального агентства общественного здравоохранения. Участники обсудили меры по профилактике и борьбе с новым типом коронавируса (2019-nCov), основанную на эпидемиологической ситуации и глобальном распространении инфекции[10].
- 2 февраля 2020 г.: Премьер-министр г-н Ион Кику созвал Чрезвычайную национальную комиссию общественного здравоохранения[11]. Комиссия изучила информацию, представленную Министерством здравоохранения, труда и социальной защиты, и обнаружила, что эпидемиологическая ситуация, связанная с заражением новым коронавирусом (2019-nCov), является напряженной, что заставило Всемирную организацию здравоохранения объявить чрезвычайную ситуацию в области общественного здравоохранения международного значения. Комиссия приняла Решение № 1, в котором, в частности, предусматривается, что оценка риска для общественного здравоохранения будет по-прежнему проводиться с указанием кода предупреждения, возникающего в результате эпидемиологической ситуации, связанной с новым коронавирусом (2019-nCov)[12].
- 18 февраля 2020 г.: Национальное агентство общественного здравоохранения получило из Германии наборы для выявления вируса, вызывающего COVID-19[13][14].

### Кодовое предупреждение желтого цвета (24 февраля — 7 марта 2020 г.)
- 24 февраля 2020 г.: премьер-министр Ион Кику созвал чрезвычайную национальную комиссию общественного здравоохранения[15]. Комиссия приняла Решение № 2, которое предусматривает, среди прочего, создание предупреждения «Желтый код» на национальном уровне в контексте эпидемиологической ситуации, связанной с инфекцией COVID-19, и с учётом возможного риска для здоровья населения[12][16].
- 25 февраля 2020 г.: Молдавия ввела в действие некоторые меры против коронавируса[17]. Министр здравоохранения, труда и социальной защиты г-жа Виорика Думбровяну созвала на встречу представителей государственных медико-санитарных учреждений, Министерства внутренних дел, Главной инспекции пограничной полиции и Национального центра догоспитальной чрезвычайной ситуации. В ходе совещания была рассмотрена деятельность Национального агентства общественного здравоохранения в отношении качества национального координационного центра Международных медико-санитарных правил (ММСП) в отношении контроля и профилактики на национальном уровне инфекции, вызванной новым типом коронавируса, и будущие меры. На этом заседании министр здравоохранения, труда и социальной защиты заявила, что с этого дня (25 февраля 2020 года) власти будут собираться каждый день в 7:30 и предоставлять информацию о том, что произошло в течение последних 24 часов, какие меры были приняты и в чём трудности. Было решено, что эти встречи будут проводиться до тех пор, пока существует риск импорта и распространения нового типа коронавируса[18].
- 26 февраля 2020 г.: клиенты операторов мобильной связи Молдавии получили от правительства SMS о мерах предосторожности для предотвращения заражения новым коронавирусом. Сообщение было следующим: «Позаботьтесь о своем здоровье. Немедленно позвоните своему семейному врачу, если у вас жар или кашель. Если вы вернулись из районов с коронавирусом и чувствуете себя плохо, позвоните по номеру 112» (оригинальное сообщение на румынском языке: рум. Aveti grija de sanatate. Sunati imediat medicul de familie daca aveti febra sau tuse. Daca V-ati intors din zone cu Coronavirus si Va simtiti rau, sunati 112). Эта акция по информированию населения была проведена по инициативе Министерства здравоохранения, труда и социальной защиты в рамках национальной информационной кампании по профилактике коронавирусной инфекции. Чтобы ответить на многие спекуляции, связанные с вопросом «Откуда правительство получает телефонные номера?», вышеупомянутое министерство пояснило, что эта инициатива была бесплатной социальной акцией, организованной в сотрудничестве с молдавскими операторами мобильной связи[19].

### Первый случай (7 марта 2020 г.)
О первом случае заболевания коронавирусом в Молдавии было объявлено 7 марта 2020 года. Заражённой является 48-летняя женщина, вернувшаяся в Молдавии из Италии рейсом Милан-Кишинёв. Она была немедленно доставлена из больницы в тяжелом состоянии: двусторонняя бронхопневмония, острая дыхательная недостаточность, лихорадка, кашель, общая слабость. У неё несколько хронических заболеваний: диабет, избыточный вес и гипертония. По данным Министерства здравоохранения, труда и социальной защиты Молдовы, 4 марта в Италии ей поставили диагноз двусторонняя бронхопневмония, лихорадка и кашель. Ей назначили лечение антибиотиками в домашних условиях и поместили под домашний карантин в ожидании подтверждения нового типа коронавирусной инфекции, но она решила вернуться в Молдавию.

### Код оранжевого оповещения (8–12 марта 2020 г.)
- 8 марта 2020 г.: Чрезвычайная национальная комиссия общественного здравоохранения установила предупреждение «Оранжевый код» на национальном уровне в контексте эпидемиологической ситуации, связанной с инфекцией COVID-19[20].
- 10 марта 2020 г.: Министерство здравоохранения, труда и социальной защиты Молдавии подтвердило еще два (2-й и 3-й) случаи коронавируса. Зараженные люди — это женщина и мужчина, оба вернулись из Италии 26 февраля и 1 марта соответственно[21]. В тот же день всем иностранцам, прибывающим из стран, поражённых коронавирусом, был запрещен въезд в Молдову воздушным транспортом[22].
- 11 марта 2020 г.: подтверждён 4-й случай[23]. Правительство объявило, что закрывает все детские сады, школы, колледжи и университеты на две недели[24].
- 12 марта 2020 г.: были подтверждены 2 новых случая (5-й и 6-й)[25]. По состоянию на 12 марта 2020 года в приднестровском регионе не было подтверждённых случаев заболевания[26], но 8 человек были помещены в карантин после возвращения из-за границы[27].

### Красный код предупреждения (13–16 марта 2020 г.)
- 13 марта 2020 г.: Чрезвычайная национальная комиссия общественного здравоохранения установила предупреждение «Красный код» на национальном уровне в контексте эпидемиологической ситуации, связанной с инфекцией COVID-19[28]. В течение этого дня были подтверждены еще 2 новых случая (7-й и 8-й)[29].
- 14 марта 2020 г.: были подтверждены 4 новых случая. Таким образом, общее количество заражённых достигло 12 человек[30].
- 15 марта 2020 г.: подтверждено 11 новых случаев. Общее количество зараженных людей достигло 23[31].
- 16 марта 2020 г.: подтверждено 6 новых случаев. Общее количество составляет 29[32]. Одна женщина выздоровела[33].

### Чрезвычайное положение (с 17 марта 2020 года)
- 17 марта 2020 г.: Парламент объявил чрезвычайное положение на всей территории Республики Молдова сроком на 60 дней (17 марта — 15 мая 2020 г.)[34]. В течение 17 марта 2020 года был подтверждён 30-й случай[35].
- 18 марта 2020 г.: была подтверждена смерть 61-летней женщины, которая приехала из Италии[36]. Еще 6 новых случаев заболевания были подтверждены[37].
- 19 марта 2020 г.: подтверждено 13 новых случаев. Общее число инфицированных с 7 марта 2020 года достигло 49[38].
- 20 марта 2020 г.: подтверждено 17 новых случаев, а общее число инфицированных с 7 марта 2020 г. достигло 66[39]. По запросу Минздрава на основании краткого списка рекомендаций ВОЗ в Молдове, Партнер ESRI в Молдавии Trimetrica LLC запустила специализированную панель управления ArcGIS (онлайн-платформа), позволяющую осуществлять мониторинг COVID-19 в режиме реального времени. Обновляется 2 раза в день[40].
- 21 марта 2020 г.: было подтверждено 14 новых случаев, общее число инфицированных с 7 марта 2020 года достигло 80. Из этих 14 новых случаев 2 случая были впервые зарегистрированы в приднестровском регионе. В то же время было объявлено, что первый человек, инфицированный и подтверждённый в Республике Молдова (7 марта 2020 года), прошел лечение и был переведен в другое отделение для лечения от других хронических заболеваний. Таким образом, количество выздоровевших достигло 2[41].
- 27 марта 2020 г.: подтверждена вторая смерть. Это 79-летняя женщина, которая работала врачом в Службе экстренной медицинской помощи. Она заболела 19 марта, а 24 марта она была помещена в Республиканскую клиническую больницу в тяжёлом состоянии. Пациентка страдала от нескольких хронических заболеваний (диабет, сердечная недостаточность, высокое кровяное давление)[42]. В течение 27 марта 2020 года было подтверждено 22 новых случая, общее число инфицированных с 7 марта 2020 года достигло 199. В тот же день выздоровели 3 пациента, общее число выздоровлений достигло 5[43].
- 29 марта 2020 г.: подтверждена третья смерть. Умершей стала женщина из приднестровского региона[44][45].
- 31 марта 2020 г.: после 280 тестов было подтверждено рекордное количество 55 новых случаев, из которых 48 случаев были с местной передачей, а 7 были случаями импорта (из которых 6 были из Соединенного Королевства и 1 из Австрии). Таким образом, общее число инфицированных с 7 марта 2020 года достигло 353. В то же время 4 пациента прошли лечение и были выписаны из больниц, общее число выздоровлений достигло 22. Кроме того, в течение 31 марта 2020 года была подтверждена четвёртая смерть, мужчина из Бричанского района[45]
- 1 апреля 2020: подтверждена пятая смерть. Умерший был из приднестровского региона.[46].
- 2 апреля 2020 г.: была подтверждена шестая смерть. 53-летний человек из Штефан-Водского района, который был госпитализирован в больницу из Кишинева. Пациент также страдал от других хронических заболеваний[47].
- 27 апреля 2020 г.: режим карантина в деревне Карагасаны Штефан-Водского района (установлен 1 апреля 2020 года) был отменён[48].

## Вакцинация населения
В 2020 году президент Молдовы Игорь Додон неоднократно заявлял о достигнутых договоренностях с руководством Российской Федерации по предоставлению Кишиневу российского медицинского препарата «Спутник V». В частности, в августе 2020 года Додон обещал лично протестировать вакцину от коронавируса перед ее распространением в Молдове; в ноябре, в эфире молдавских СМИ глава государств сообщил о конкретных объемах первой поставки – 100-150 тыс. доз вакцины. Российская вакцина «Спутник V», зарегистрирована в республике 26 февраля 2021, в страну поступила 24 апреля.
В начале 2021 года Майя Санду, будучи новоизбранным президентом, провела серию переговоров с европейскими лидерами, по итогам которых сообщила о существующих договоренностях по поставкам вакцины в Кишинёв. В середине февраля Санду заявила, что компании «Pfizer» и «Moderna» не доверяют судебной системе Молдовы, в связи с чем поставки данных медицинских препаратов в Кишинёв невозможны.
28 февраля 2021 Молдавия получила 21,6 тыс. доз британско-шведской вакцины «AstraZeneca» из Румынии — транш гуманитарной помощи, состоящий из 200 тыс. доз вакцин против COVID-19, обещанных президентом Румынии во время своего визита в Молдавию. 4 марта Молдавия получила первые 14,4 тыс. доз в рамках программы COVAX. 2 марта 2021 в стране началась бесплатная вакцинация населения в государственных и частных клиниках. К этому времени была зарегистрирована американо-германская вакцина Pfizer/BioNTech.
13 марта 2021 временно исполняющий обязанности премьер-министра Аурелий Чокой попросил помощи у ОАЭ в борьбе с пандемией. Вскоре после этого министр иностранных дел ОАЭ Абдалла ибн Заид Аль Нахайян объявил, что Объединённые Арабские Эмираты пожертвовали Молдавии 2 тыс. единиц вакцины «Sinopharm», китайского производства
23 марта 2021 Министерство здравоохранения, труда и социальной защиты Республики Молдова начало расследование обстоятельств смерти мужчины, который умер на второй день после того, как привился от коронавируса вакциной «AstraZeneca». По сообщению эпидемиолога Национального агентства общественного здоровья Лаура Цуркан:

«Мужчина скончался в Хынчештском районе. В течение суток после прививки у него не проявлялось никаких побочных эффектов. Через сутки после вакцинации у него поднялось давление, был диагностирован острый коронарный синдром, во время транспортировки в больницу его состояние ухудшилось, у пациента остановилось сердце, реанимировать его не смогли. По данным предварительной экспертизы, причиной смерти стала сердечно-сосудистая недостаточность. Обстоятельства смерти уточняются прокуратурой».
В конце марта 2021 через посла России в Молдавии Олега Васнецова Санду передала письмо президенту Владимиру Путину, в котором попросила оказать содействие в борьбе с коронавирусом, и направить в страну российскую вакцину «Спутник V» по линии гуманитарной помощи или как прямую закупку в любом количестве, которое Россия может себе позволить. Политический противник Санду — экс-президент Молдавии Игорь Додон — в ходе визита в Москву сообщил, что Россия приняла решение предоставить Молдавии вакцину «Спутник V» против коронавируса и по гуманитарной, и по коммерческой линии. Договорённость о поставке «Спутника V» социалисты и их лидер считают своей победой, к которой их оппонент — президент Майя Санду — не имеет отношения.
Медработники районных больниц Комрата и Чадыр-Лунги в полном составе отказались вакцинироваться препаратом «AstraZeneca», а медработники из Бельц проявляют низкую активность к вакцинации. Реакцию молдавских врачей прокомментировал посол Румынии в Кишинев Даниел Ионицэ, который заявил, что инициатива Бухареста была направлена исключительно на стабилизацию эпидемиологической ситуации в Молдове, а препарат «AstraZeneca» доказал свою эффективность во многих странах мира.
В конце марта и середине апреля 2021 Румыния передала Молдавии 50,4 и 132 тыс. доз вакцины «AstraZeneca» соответственно.
24 апреля 2021 Россия передала Молдавии первую партию вакцин «Спутник V» — 71 тыс. доз, из которых почти половину (31 тыс.) отправили в Приднестровье. 30 апреля 2021 в Молдавию доставили вторую партию вакцин «Спутник V» — 71 тыс. доз.
27 апреля 2021 Китай передал Молдавии 250 тыс. доз вакцины: заявленные 150 тыс. доз препарата Sinopharm и еще 100 тыс. доз вакцины «CoronaVac», запрос на которую ранее отправила Председатель парламента Молдавии Зинаида Гречаный.
На фоне обострения эпидемиологической ситуации в Молдове общественный резонанс в СМИ вызвали сообщения об использовании вакцины (преимущественно вакцина Pfizer/BioNTech) местными чиновниками. Прививки в Молдавии вне очереди сделали представители Нашей Партии и социалисты. Многие госслужащие, не дожидаясь своей очереди, привились в Румынии.
7 мая 2021 Румыния передала Молдавии партию из 100,8 тыс. доз вакцин «AstraZeneca».  В этот же день, вакциной «AstraZeneca» привилась Майя Санду, президент Молдавии.
11 июня 2021 Управление чрезвычайных ситуаций Румынии сообщило о предоставлении Молдавии еще 100,8 тыс. доз вакцин «AstraZeneca».

## Статистика
Важное замечание: как упомянула министр здравоохранения, труда и социальной защиты Республики Молдова 25 апреля 2020 года, в число выздоровлений, сообщенных властями Республики Молдова, входят только лица из медицинских учреждений, которые контролируются конституционными властями Республики Молдова и не включают лиц, которые выздоровели в приднестровском регионе Молдовы. Таким образом, реальное количество выздоровлений должно быть больше, чем указано в приведенных ниже таблицах. Кроме того, поскольку количество активных случаев рассчитывается путем исключения из подтверждённых случаев количества выздоровлений и смертей, реальное число активных случаев должно быть меньше числа, отражённого в диаграммах ниже.
Общее число случаев
Количество тестирований в день
Количество новых случаев в день
Количество выздоровлений в день
Количество смертей в день
Количество активных случаев по дням
Общее число случаев в разрезе возраста (7 марта - 9 мая 2020):
Общее число случаев по возрасту и полу (7 марта - 9 мая 2020):
Общее число в разрезе пола (7 марта — 9 мая 2020):